# Marco Antonio Prestinari

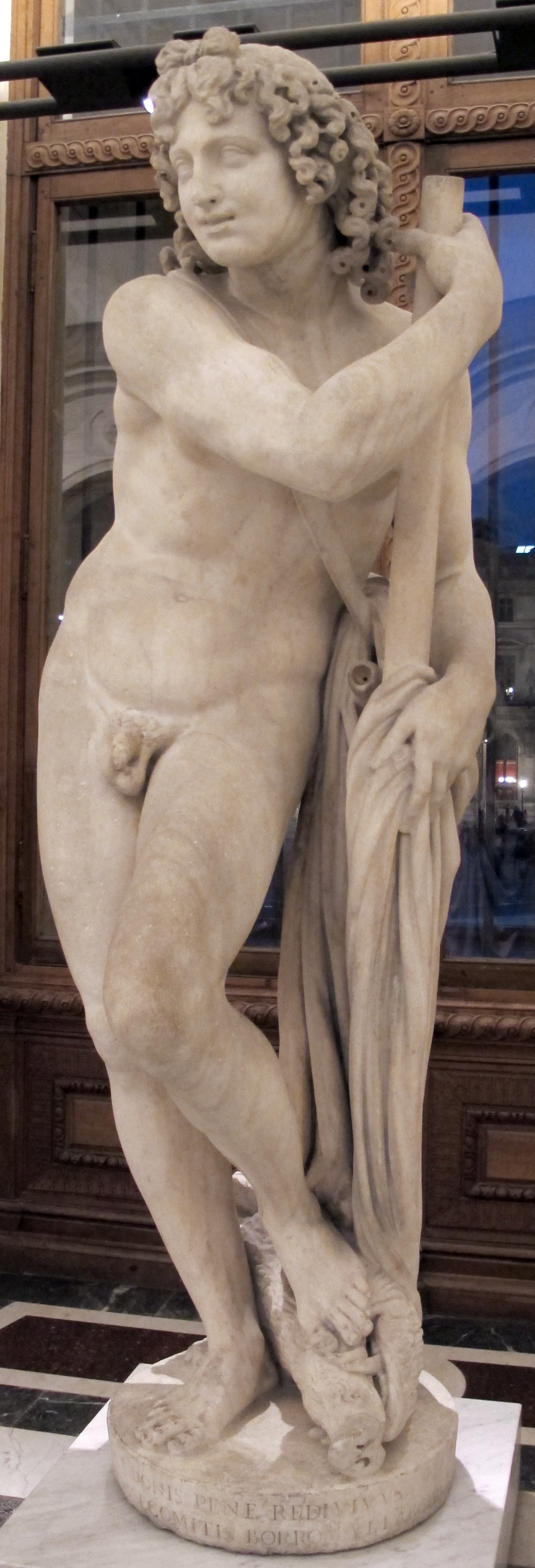
Marco Antonio Prestinari, Statue von Adonis (1602), Louvre, département des Sculptures, Paris

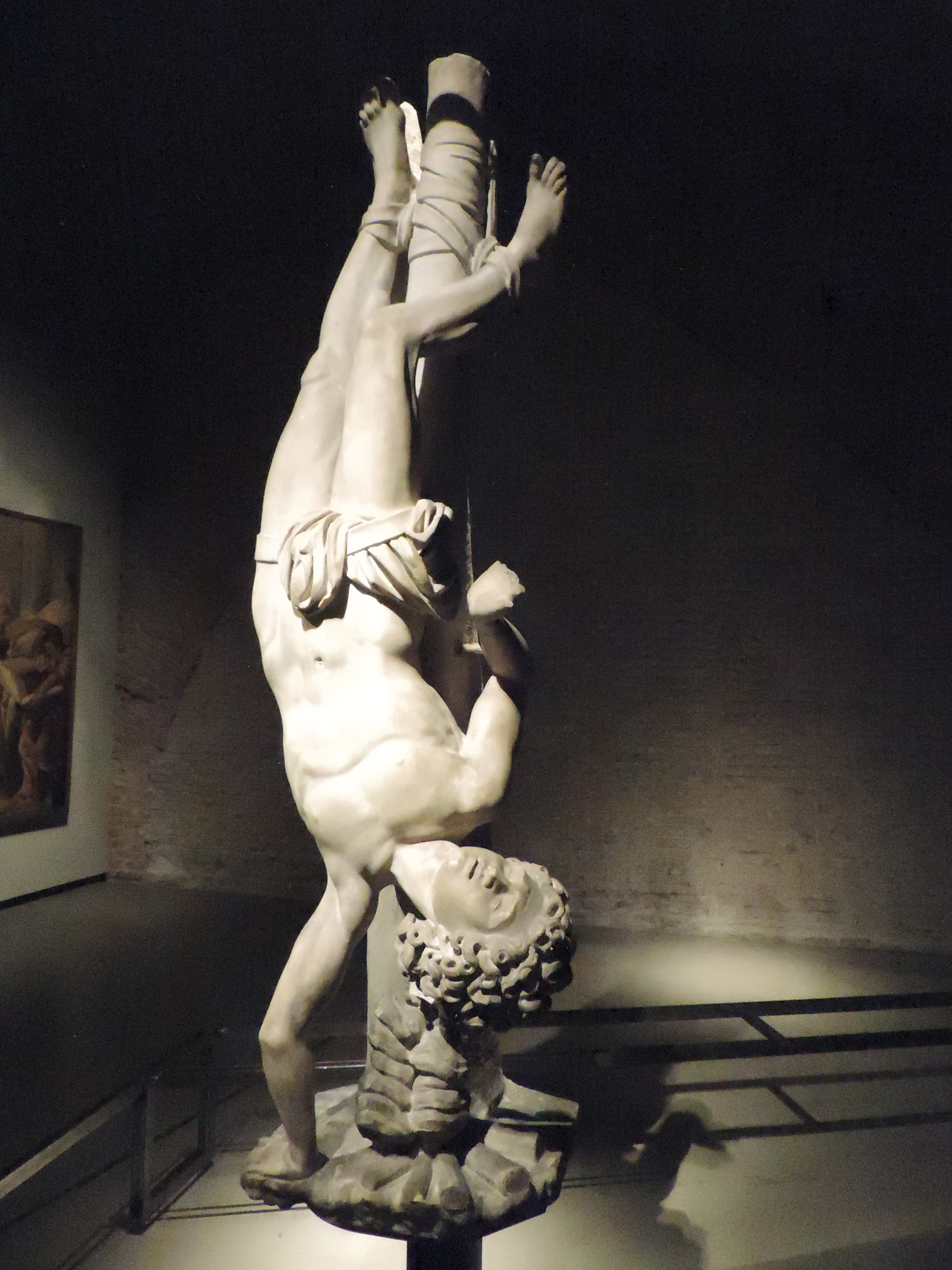
Marco Antonio Prestinari, Statue des Heiligen Agapitus von Palestrina (1607), Mailänder Dommuseum

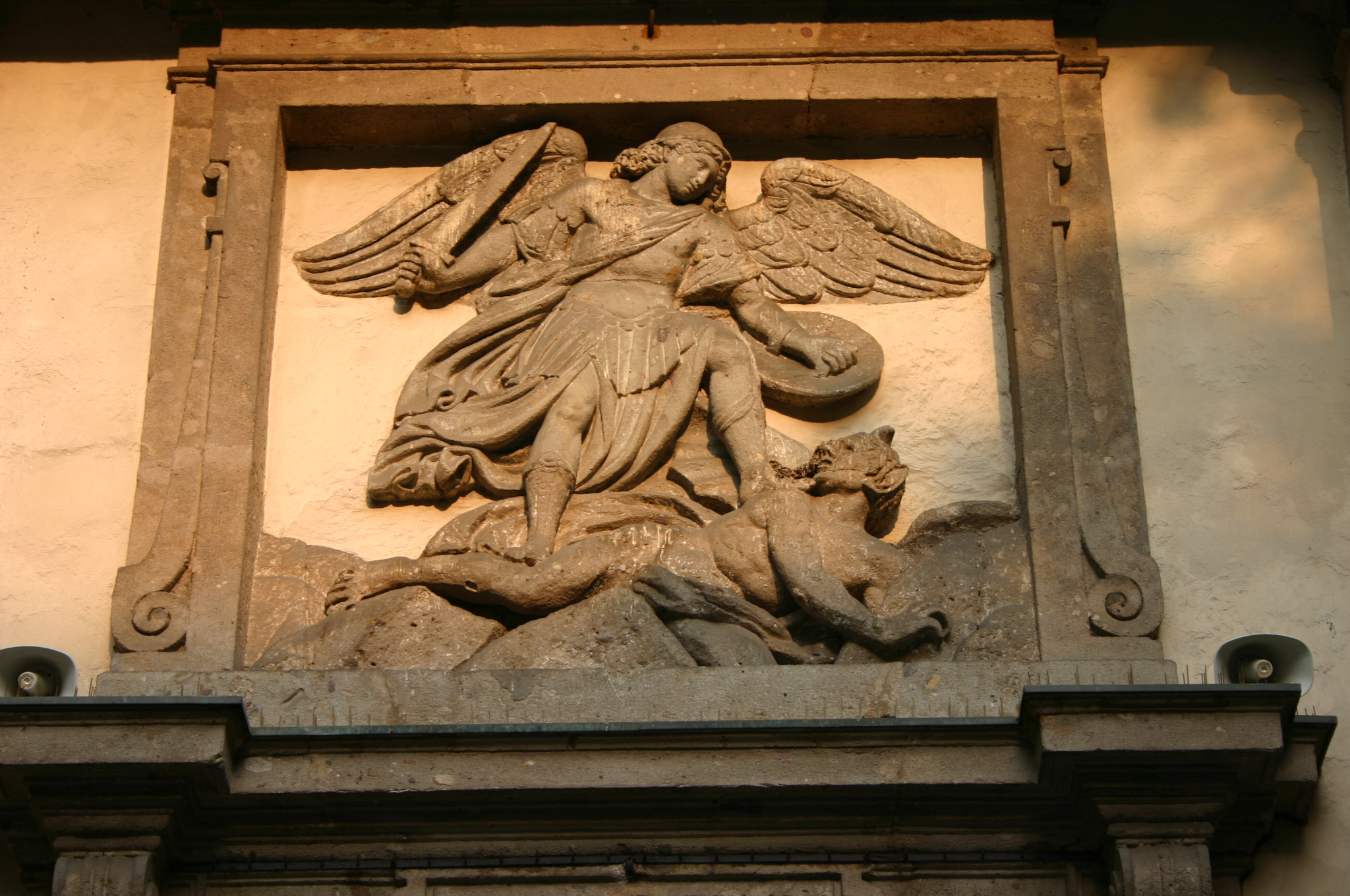
Marco Antonio Prestinari, Relief Der heilige Erzengel Michael besiegt den Teufel, Fassade der Kirche Sant’Angelo, Mailand

Marco Antonio Prestinari oder Marc’Antonio, Marcantonio (* um 1568 in Claino; † 1621 in Mailand) war ein italienischer Bildhauer des Manierismus.

## Leben
Marco Antonio Prestinari war ein Sohn von Michele, Bildhauer im Mailänder Dom (1594–1597), und Bruder von Cristoforo. In erster Ehe heiratete er Fiorbelina de Comanedi, mit der er drei Kinder hatte: Giulia Lucia, Michelangelo (1608) und Gerolamo (1610); in zweiter Ehe heiratete er Caterina, Tochter des Holzschnitzers Giovan Battista Mangone. Gegen Ende der 1580er Jahre führte er die bildhauerische Ausschmückung der Gärten der Villa von Pirro Visconti in Lainate aus, der Herakles erschlägt den nemeischen Löwen und der Adonis heute im Louvre (signiert, datiert um 1602) und einige Zeichnungen im Civico Gabinetto dei disegni in Mailand (Inventar 5096) zugeschrieben werden; weitere Ergänzungen sind zwei Skulpturen in der Villa d’Este in Cernobbio.
Im September 1604 schuf er die beiden Atlanten für das Hauptportal der Wallfahrtskirche Beata Vergine dei Miracoli in Saronno. Im Jahr 1605 schuf er die Statue des Heiligen Ambrosius von Mailand für den Innenpfeiler 74 und 1607 erhielt er eine Bezahlung für die Statue des Heiligen Agapitus (beide heute im Dommuseum). Zwischen 1608 und 1612 war er mit der Schaffung des historisierenden Marmoraltarbilds für den Altar von Sankta Prassede beschäftigt und zwischen 1609 und 1610 schuf er auch die Statue des Heiligen Karl Borromäus und „le istorie“ für den gleichnamigen Altar. Im Jahr 1610 wurde er zusammen mit Giovan Andrea Biffi Protostatuario der Mailänder Doms. Im Jahr 1611 bekommt er die Bezahlung für die Statue des Heiligen Mamete, die an der Außenwand des Doms aufgestellt werden sollte. Im Jahr 1613 wurde er für die Marienstatue in der Kirche Santa Maria di Loreto in Arona bezahlt, die von Kardinal Federico Borromeo in Auftrag gegeben wurde. Marco Antonio greift darin das Modell von Annibale Fontana für das Dachschmuck der Kirche Santa Maria presso San Celso in Mailand auf.
Im Jahr 1614 schuf Marco Antonio die Tafeln des Tornacoro des Mailänder Doms mit der Darstellung von Mariä Geburt (1614–1616), möglicherweise nach einer Zeichnung von Camillo Procaccini, der Verlobung Marias (1616–1618), eines Propheten für die Kapelle der Madonna dell’Albero, den Traum des heiligen Joseph von Nazareth (1618–1619) und die Geburt Christi (1621).